# Isola (musikalbum)
Isola är den svenska rockgruppen Kents tredje studioalbum, utgivet den 12 november 1997 på RCA Victor/Sony BMG. Isola var det första album av Kent som även gavs ut på engelska, då med nya låten "Velvet".
För albumet fick bandet en Grammis i kategorin "Årets album" samt Rockbjörnen i kategorin "Årets svenska skiva". Skivan rankades av Sonic Magazine i juni 2013 som det 22:a bästa svenska albumet någonsin.

## Inspelning
Isola spelades in vid Ljudhavet och Europa Studios i Stockholm samt vid Galaxy Studios i Mol i Belgien.

## Mottagande
Isola mottog överlag mycket positiva recensioner vid skivsläppet. Per Bjurman i Aftonbladet gav skivan högsta betyg (5/5), och kallade den för "Årets svenska album, utan tvekan." I Expressen, Göteborgs-Posten och GT fick Isola näst högsta betyg (4/5); Expressen ansåg att "Kent överträffar sig själva, och därmed allt annat. Inget band är bättre i Sverige just nu." Även i Nöjesguiden fick skivan näst högsta betyg (5/6). I tidningen Pop fick skivan däremot betyget 6/10.

## Låtlista

### Svenska
Alla låtar är skrivna och komponerade av Joakim Berg; musiken till "Livräddaren" och "Bianca" komponerad av Berg och Martin Sköld. 
| Nr  | Titel                  | Längd |
| --- | ---------------------- | ----- |
| 1.  | Livräddaren            | 4:36  |
| 2.  | Om du var här          | 4:00  |
| 3.  | Saker man ser          | 3:53  |
| 4.  | Oprofessionell         | 4:45  |
| 5.  | OWC                    | 3:08  |
| 6.  | Celsius                | 4:15  |
| 7.  | Bianca                 | 4:55  |
| 8.  | Innan allting tar slut | 3:40  |
| 9.  | Elvis                  | 4:33  |
| 10. | Glider                 | 4:04  |
| 11. | 747                    | 7:47  |

### Engelska
All sångtext är skriven av Joakim Berg och Chris Gordon, alla låtar är komponerade av Berg; musiken till "Lifesavers" och "Bianca" komponerad av Berg och Martin Sköld.
| Nr  | Titel              | Längd |
| --- | ------------------ | ----- |
| 1.  | Lifesavers         | 4:36  |
| 2.  | If You Were Here   | 4:01  |
| 3.  | Things She Said    | 3:55  |
| 4.  | Unprofessional     | 4:45  |
| 5.  | OWC                | 3:10  |
| 6.  | Celsius            | 4:16  |
| 7.  | Bianca             | 4:56  |
| 8.  | Before It All Ends | 3:40  |
| 9.  | Elvis              | 4:33  |
| 10. | Velvet             | 4:06  |
| 11. | Glider             | 4:05  |
| 12. | 747                | 7:48  |

- "OWC" står för "Off World Colonies", en referens till filmen Blade Runner, vilken den inledande pianoslingan också inspirerades av.[12]

## Medverkande
- Joakim Berg – sång, gitarr
- Martin Sköld – bas, keyboards
- Sami Sirviö – leadgitarr, keyboards, 6-strängad bas
- Harri Mänty – kompgitarr, trummaskin, slagverk
- Markus Mustonen – trummor, flygel, elpiano, körsång

### Gästmusiker
- Klara Hellgren – förstafiol
- David Björkman – andrafiol
- Ulrika Gardelin – altfiol
- Henrik Söderquist – cello
- Joakim Milder – stråkarrangemang, dirigent

### Övrigt
- Ett misstag gjorde att flygplanet på Isolas omslagsbild är en Boeing 737 istället för en 747, som det var tänkt från början.

## Listplaceringar

### Svenska
| Lista (1997–99)                     | Högsta placering |
| ----------------------------------- | ---------------- |
| Finland (Finlands officiella lista) | 12               |
| Norge (VG-lista)                    | 35               |
| Sverige (Sverigetopplistan)         | 1                |

### Engelska
| Lista (2000)                | Högsta placering |
| --------------------------- | ---------------- |
| Nederländerna (Megacharts)  | 93               |
| Sverige (Sverigetopplistan) | 45               |